# 美国法典第11编
《美国法典第11卷》（英語：Title 11 of the United States Code），也被称为“美国破产法典（United States Bankruptcy Code）”，这是美国破产相关制度在《美国法典》的法源。

## 章节列表
- 第一章：总则
- 第三章：案件管理
- 第五章：债权人、债务人及资产
- 第七章：清算
- 第九章（英语：Chapter 9, Title 11, United States Code）：市政府的债务调整
- 第十一章：重组
- 第十二章（英语：Chapter 12, Title 11, United States Code）：有固定收入之家庭、农民和渔民的债务调整
- 第十三章（英语：Chapter 13, Title 11, United States Code）：有固定收入之个人的债务调整
- 第十五章：附件及跨境案件

## 延伸阅读
- . Michigan Legal Publishing Ltd. 2019. ISBN 9781640020542 （英语）.